# オラデア駅
オラデア駅はルーマニアビホル県オラデアの鉄道駅である。この駅はルーマニア鉄道（CFR）が運行している。ブダペストへ続く重要なブカレスト-オラデア鉄道のルート上にある。
駅の建物には待合室、警察署、トイレがある。駅舎の前にタクシー乗り場があり、公共交通機関が停車する。

## 路線
- ブカレスト-オラデア鉄道
- アラド-オラデア鉄道
- オラデア-ホロド鉄道
- オラデア-サトゥ・マーレ鉄道

## 隣の駅
| ブカレスト-オラデア鉄道 （654.000キロ） |  |                      |
| オラデアエスト                          |  | エピスコピア・ビホル |
| アラド-オラデア鉄道                     |  |                      |
| オラデアベスト                          |  |                      |
| オラデア-ホロド鉄道                     |  |                      |
|                                         |  | オラデアエスト       |
| オラデア-サトゥ・マーレ鉄道             |  |                      |
|                                         |  | エピスコピア・ビホル |